# Сугита, Юкия
Юкия Сугита (яп. 杉田 祐希也 Sugita Yukiya; род. 22 апреля 1993, Сайтама) — японский футболист, полузащитник клуба «Сириус».

## Клубная карьера
На юношеском уровне играл за «Касива Рейсол». В 2009 году в товарищеском матче с резервной командой «Эльче» на него обратили внимание представители испанского клуба. После просмотра в клубе, вернулся в Японию, где выступал за университетскую команду Сендая. В октябре 2012 снова уехал в Испанию, где присоединился к клубу «Хове Эспаньол». Провёл в клубе 10 матчей и забил один мяч, выступая в низших испанских дивизионах. В 2013 году стал игроком «Эркулеса». В его составе дебютировал 17 ноября в матче Сегунды с «Кордовой», появившись на поле в середине второго тайма. В начале 2016 году переехал в тайскую «Паттайю Юнайтед», где провёл десять игр.
21 февраля 2017 года подписал контракт со шведским «Далькурдом» сроком на два года. По итогам первого сезона клуб занял второе место в Суперэттане и впервые в своей истории вышел в Алльсвенскан. 2 апреля 2018 года в его составе Сугита дебютировал в чемпионате Швеции в гостевой игре с АИК.
В июле 2018 года японец перешёл в иранский «Трактор». Впервые в его составе сыграл 3 августа в игре второго тура иранской Про-лиги с «Нассаджи Мазандаран». Провёл в команде полтора года, за которые принял участие в 37 матчах и забил три мяча.
В марте 2020 года на правах аренды до лета перешёл в шведский «Сириус». Дебютировал за клуб провёл 14 июня в игре чемпионата страны с «Юргорденом», появившись на поле в стартовом составе и на 87-й минуте уступив место Юакиму Перссону. 24 августа заключил с «Сириусом» полноценный контракт, рассчитанный на три года.

## Достижения
Далькурд:
- Серебряный призёр Суперэттана: 2017

## Клубная статистика
| Выступление      | Выступление      | Выступление      | Лига | Лига | Кубки | Кубки | Конт. кубки | Конт. кубки | Итого | Итого |
| Клуб             | Лига             | Сезон            | Игры | Голы | Игры  | Голы  | Игры        | Голы        | Игры  | Голы  |
| ---------------- | ---------------- | ---------------- | ---- | ---- | ----- | ----- | ----------- | ----------- | ----- | ----- |
| Эркулес          | Сегунда          | 2013/14          | 16   | 2    | 1     | 0     | 0           | 0           | 17    | 2     |
| Эркулес          | Сегунда B        | 2014/15          | 13   | 0    | 0     | 0     | 0           | 0           | 13    | 0     |
| Эркулес          | Итого            | Итого            | 29   | 2    | 0     | 0     | 0           | 0           | 29    | 2     |
| Паттайя Юнайтед  | Тай Лига 1       | 2016             | 10   | 1    | 0     | 0     | 0           | 0           | 10    | 1     |
| Паттайя Юнайтед  | Итого            | Итого            | 10   | 1    | 0     | 0     | 0           | 0           | 10    | 1     |
| Далькурд         | Суперэттан       | 2017             | 22   | 3    | 2     | 0     | 0           | 0           | 24    | 3     |
| Далькурд         | Алльсвенскан     | 2018             | 14   | 2    | 3     | 1     | 0           | 0           | 17    | 3     |
| Далькурд         | Итого            | Итого            | 36   | 5    | 5     | 1     | 0           | 0           | 41    | 6     |
| Трактор (Тебриз) | Про-лига         | 2018/19          | 27   | 2    | 0     | 0     | 0           | 0           | 27    | 2     |
| Трактор (Тебриз) | Про-лига         | 2019/20          | 10   | 1    | 0     | 0     | 0           | 0           | 10    | 1     |
| Трактор (Тебриз) | Итого            | Итого            | 37   | 3    | 0     | 0     | 0           | 0           | 37    | 3     |
| Сириус           | Алльсвенскан     | 2020             | 28   | 7    | 1     | 1     | 0           | 0           | 29    | 8     |
| Сириус           | Алльсвенскан     | 2021             | 17   | 0    | 1     | 0     | 0           | 0           | 18    | 0     |
| Сириус           | Алльсвенскан     | 2022             | 0    | 0    | 0     | 0     | 0           | 0           | 0     | 0     |
| Сириус           | Итого            | Итого            | 45   | 7    | 2     | 1     | 0           | 0           | 47    | 8     |
| Всего за карьеру | Всего за карьеру | Всего за карьеру | 157  | 18   | 7     | 2     | 0           | 0           | 164   | 20    |